# Stany Zjednoczone na Zimowych Igrzyskach Olimpijskich 1928
Stany Zjednoczone na Zimowych Igrzyskach Olimpijskich 1928, które odbyły się w Sankt Moritz, reprezentowało 24 zawodników.
Był to drugi start reprezentacji Stanów Zjednoczonych na zimowych igrzyskach olimpijskich.

## Zdobyte medale
| Medal  | Zawodnik                                                                   | Dyscyplina           | Konkurencja                 | Rezultat     |
| ------ | -------------------------------------------------------------------------- | -------------------- | --------------------------- | ------------ |
| Złoto  | USA II: Billy Fiske Clifford Gray Geoffrey Mason Richard Parke Nion Tocker | Bobsleje             | Ślizg piątek mężczyzn       | 3:20.5       |
| Złoto  | Jennison Heaton                                                            | Skeleton             | Skeleton mężczyzn           | 3:01.8       |
| Srebro | USA I: Jennison Heaton David Granger Lyman Hine Jay O’Brien Thomas Doe     | Bobsleje             | Ślizg piątek mężczyzn       | 3:21.0       |
| Srebro | Jack Heaton                                                                | Skeleton             | Skeleton mężczyzn           | 3:02.8       |
| Brąz   | Beatrix Loughran                                                           | Łyżwiarstwo figurowe | Łyżwiarstwo figurowe kobiet | 2254.52 pkt. |
| Brąz   | John Farrell                                                               | Łyżwiarstwo szybkie  | 500 m mężczyzn              | 43.6         |

## Reprezentanci

### Bobsleje
Mężczyźni
| Sanie  | Zawodnicy                                                          | Zjazd 1. | Zjazd 1. | Zjazd 2. | Zjazd 2. | W sumie | W sumie |
| Sanie  | Zawodnicy                                                          | Czas     | Miejsce  | Czas     | Miejsce  | Czas    | Miejsce |
| ------ | ------------------------------------------------------------------ | -------- | -------- | -------- | -------- | ------- | ------- |
| USA I  | Jennison Heaton David Granger Lyman Hine Jay O’Brien Thomas Doe    | 1:42.3   | 8.       | 1:38.7   | 1.       | 3:21.0  | srebro  |
| USA II | Billy Fiske Nion Tocker Geoffrey Mason Clifford Gray Richard Parke | 1:38.9   | 1.       | 1:41.6   | 5.       | 3:20.5  | złoto   |

### Biegi narciarskie
Mężczyźni
| Konkurencja             | Zawodnik        | Finał   | Finał   |
| Konkurencja             | Zawodnik        | Czas    | Miejsce |
| ----------------------- | --------------- | ------- | ------- |
| 18 km stylem klasycznym | Rolf Monsen     | 2:48:00 | 45.     |
| 18 km stylem klasycznym | Charles Proctor | 2:35:00 | 44.     |
| 18 km stylem klasycznym | Anders Haugen   | 2:30:30 | 43.     |

### Łyżwiarstwo figurowe
Mężczyźni
| Zawodnik        | Figury obowiązkowe (miejsce) | Figury dowolne (miejsce) | Wynik | Punkty  | Miejsce |
| --------------- | ---------------------------- | ------------------------ | ----- | ------- | ------- |
| Nathaniel Niles | 16.                          | 13.                      | 103   | 1154.25 | 15.     |
| Sherwin Badger  | 13.                          | 9.                       | 73    | 1324.00 | 11.     |
| Roger Turner    | 9.                           | 12.                      | 67    | 1363.50 | 10.     |

Kobiety
| Zawodniczka       | Figury obowiązkowe (miejsce) | Figury dowolne (miejsce) | Wynik | Punkty  | Miejsce |
| ----------------- | ---------------------------- | ------------------------ | ----- | ------- | ------- |
| Theresa Blanchard | 9.                           | 13.                      | 77    | 1970.25 | 10.     |
| Maribel Vinson    | 3.                           | 6.                       | 32    | 2224.50 | 4.      |
| Beatrix Loughran  | 4.                           | 4.                       | 28    | 2254.52 | brąz    |

Pary
| Zawodnicy                         | Punkty | Wynik | Miejsce |
| --------------------------------- | ------ | ----- | ------- |
| Theresa Blanchard Nathaniel Niles | 79.5   | 69.00 | 9.      |
| Beatrix Loughran Sherwin Badger   | 43     | 87.50 | 4.      |

### Kombinacja norweska
Mężczyźni
| Zawodnik        | Bieg narciarski | Bieg narciarski | Bieg narciarski | Skoki narciarskie | Skoki narciarskie | Skoki narciarskie | Skoki narciarskie | Razem  | Razem   |
| Zawodnik        | Czas            | Punkty          | Miejsce         | Skok 1.           | Skok 2.           | Punkty            | Miejsce           | Punkty | Miejsce |
| --------------- | --------------- | --------------- | --------------- | ----------------- | ----------------- | ----------------- | ----------------- | ------ | ------- |
| Rolf Monsen     | DNF             | –               | –               | –                 | –                 | –                 | –                 | DNF    | –       |
| Charles Proctor | 2:35:00         | 0.000           | 28.             | 47.0 m            | 51.5 m            | 14.417            | 15.               | 7.208  | 26.     |
| Anders Haugen   | 2:30:30         | 0.000           | 27.             | 51.0 m            | 49.0 m            | 14.895            | 13.               | 7.447  | 25.     |

### Skeleton
Mężczyźni
| Zawodnik        | Ślizg 1 | Ślizg 1 | Ślizg 2 | Ślizg 2 | Ślizg 3 | Ślizg 3 | Razem  | Razem   |
| Zawodnik        | Czas    | Miejsce | Czas    | Miejsce | Czas    | Miejsce | Czas   | Miejsce |
| --------------- | ------- | ------- | ------- | ------- | ------- | ------- | ------ | ------- |
| Jack Heaton     | 1:01.4  | 2.      | 1:00.4  | 2.      | 1:01.4  | 2.      | 3:02.8 | srebro  |
| Jennison Heaton | 1:00.2  | 1.      | 1:00.2  | 1.      | 1:01.0  | 1.      | 3:01.8 | złoto   |

### Skoki narciarskie
| Zawodnik        | Skok 1. | Skok 2. | Razem  | Razem   |
| Zawodnik        | Skok 1. | Skok 2. | Punkty | Miejsce |
| --------------- | ------- | ------- | ------ | ------- |
| Charles Proctor | 49.0    | 56.0    | 15.583 | 14.     |
| Anders Haugen   | 51.0    | 53.0    | 15.291 | 18.     |
| Rolf Monsen     | 53.0    | 59.5    | 16.687 | 6.      |

### Łyżwiarstwo szybkie
Mężczyźni
| Konkurencja | Zawodnik         | Finał  | Finał   |
| Konkurencja | Zawodnik         | Czas   | Miejsce |
| ----------- | ---------------- | ------ | ------- |
| 500 m       | Valentine Bialas | 46.5   | 17.     |
| 500 m       | Irving Jaffee    | 45.2   | 11.     |
| 500 m       | Eddie Murphy     | 44.9   | 10.     |
| 500 m       | John Farrell     | 43.6   | brąz    |
| 1500 m      | John Farrell     | 2:26.8 | 8.      |
| 1500 m      | Irving Jaffee    | 2:26.7 | 7.      |
| 1500 m      | Valentine Bialas | 2:26.3 | 6.      |
| 1500 m      | Eddie Murphy     | 2:25.9 | 5.      |
| 5000 m      | John Farrell     | 9:29.2 | 17.     |
| 5000 m      | Eddie Murphy     | 9:19.5 | 14.     |
| 5000 m      | Valentine Bialas | 9:06.3 | 6.      |
| 5000 m      | Irving Jaffee    | 9:01.3 | 4.      |